# Furkadło

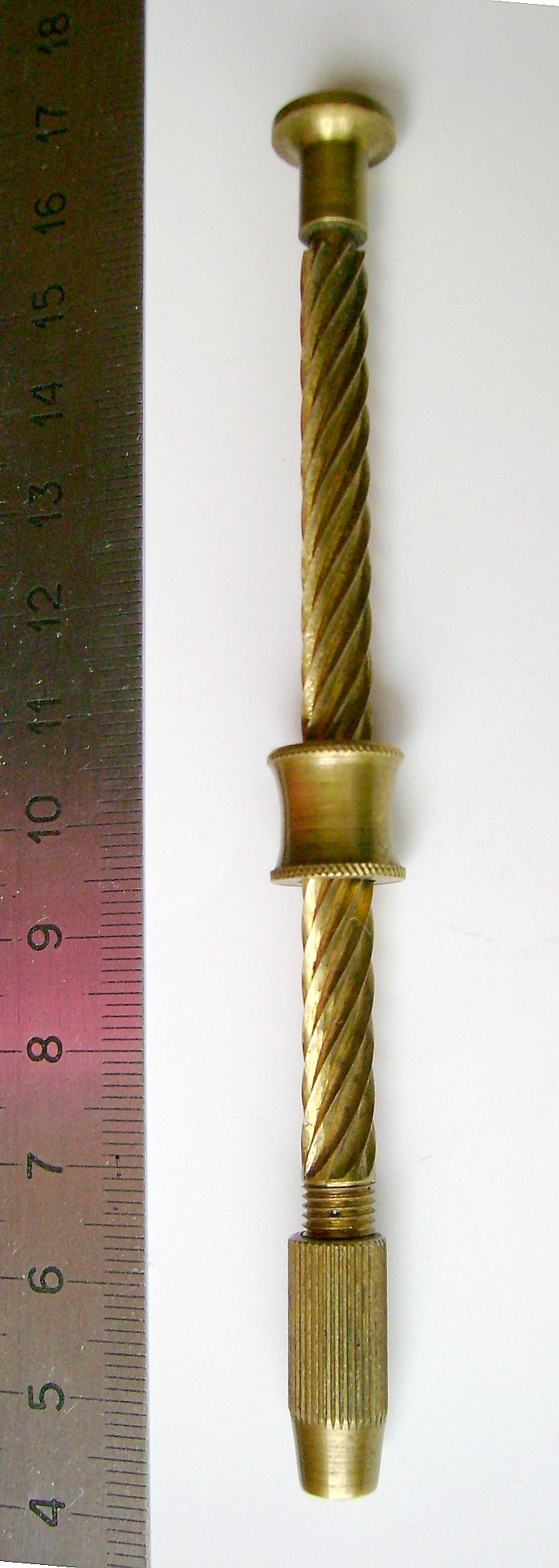
Furkadło

Furkadło (niem. Drillbohrer) – wiertarka ręczna, narzędzie zegarmistrzowskie do wiercenia małych otworów w cienkich płaskich przedmiotach wiertłem piórkowym.
Furkadło zbudowane jest z trzpienia ze śrubą o stromym gwincie, tulejki zaciskowej do mocowania wierteł, obrotowej główki górnym końcu trzpienia umożliwiającej trzymanie furkadła i dociskanie przez nie wiertła do materiału. Przesuwanie nakrętki śruby trzpienia, zwanej przesuwką lub suwką, w górę i w dół powoduje ruch obrotowy trzpienia furkadła.